# Carrer Sant Miquel (Tossa de Mar)
El Carrer Sant Miquel és un carrer del municipi de Tossa de Mar (Selva) que té alguns edificis que formen part de l'Inventari del Patrimoni Arquitectònic de Catalunya.

## Número 28

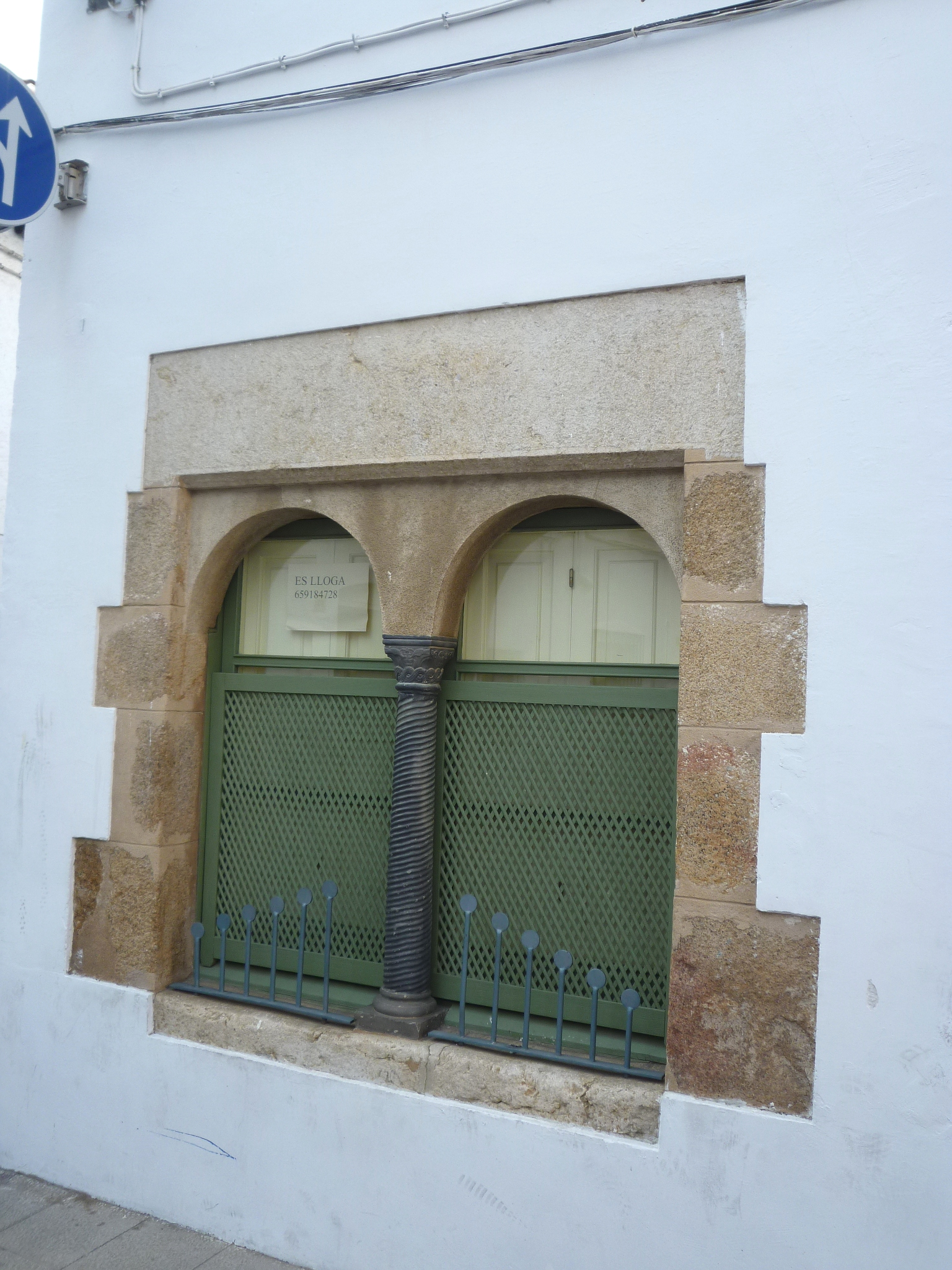
Edifici del número 28 del carrer Sant Miquel

L'edifici del número 28 del Carrer Sant Miquel és una obra del municipi de Tossa de Mar (Selva) inclosa en l'Inventari del Patrimoni Arquitectònic de Catalunya. Edifici de dues plantes cobert amb una teulada d'una sola aigua de vessant a façana. L'edifici està ubicat al costat dret del carrer Sant Miquel, però simultàniament fa cantonada amb el carrer Nou. La façana principal és la que dona al carrer Sant Miquel i està estructurada internament basant-se en tres crugies. La planta baixa consta de tres obertures, a destacar especialment la finestra, que està a tocar a la cantonada, equipada amb llinda monolítica i muntants de pedra. Sobresurt la construcció interna, és a dir el basament motllurat que sostenta una columna estriada, que segueix la modalitat de corda doblegada, coronada amb un capitell decorat amb elements de tradició iconogràfica paleocristiana. Tots tres elements - la base, la columna i el capitell- tenen com a matèria primera la pedra pintada de negre. Culmina el conjunt una arcada feta d'obra arrebossada.
En el primer pis trobem tres obertures bastant irrellevants, ja que no han rebut cap tractament singular. Dues són similars, rectangulars de mida mitjana i amb un ampit d'obra i una tercera obertura de grans dimensions amb forma de mitja circumferència. Tanca l'edifici en la part superior un ràfec format per tres fileres: la primera de rajola plana, i la segona i la tercera de teula.

## Número 32
L'edifici del número 32 del Carrer Sant Miquel és una obra del municipi de Tossa de Mar (Selva) inclosa en l'Inventari del Patrimoni Arquitectònic de Catalunya. Es tracta d'un immoble que consta de planta baixa i dos pisos superiors, situat entre mitgeres i cobert amb una teulada plana o aterrassada. Està ubicat al costat dret del carrer Sant Miquel. La façana principal és la que dona al carrer Sant Miquel i està estructurada internament basant-se en tres crugies. La planta baixa consta de tres obertures, com són el portal d'accés rectangular flanquejat per dues finestres rectangulars - una per banda-, cobertes amb una estructura d'enrreixat de ferro forjat.
El primer pis o planta noble, separat de la planta baixa per una faixa o franja motllurada, contempla tres obertures de similar tipologia, és a dir tres grans finestrals rectangulars projectats com a balconada amb les seves respectives baranes de ferro forjat. A part d'aquest factor també comparteixen el mateix entramat decoratiu, a base de pilastres llises i capitells compostos esquematitzats, continuats per un fris llis i culminats per uns permòduls que sustenten una cornisa de tall vegetal. Els tres finestrals difereixen únicament en un aspecte i és en el tema de les baranes. I és que la barana del finestral central és molt petita i amb els cantos en angle de noranta graus. Mentre que les dues baranes dels finestrals dels extrems, sobresurten molt més respecte al pla horitzontal de la façana i a més tenen els cantos rodons.
Pel que fa al pis superior, el qual reprodueix la mateixa solució que hem vist anteriorment és a dir una franja motllurada com a separació entre els dos pisos, comprèn tres obertures rectangulars bastant irrellevants, ja que no han rebut cap tractament particular, a excepció de l'ampit treballat que ocupa el mateix espai físic que la faixa motllurada de separació. Tanca aquest espai unes mènsules, distribuïdes per tot el pla horitzontal de la façana, que sustenten una cornisa ornada amb franges de tall vegetal, on predominen sobretot les garlandes.